# Bruschetta
Bruschetta (fil) är en maträtt från centrala Italien som vanligen serveras som antipasto eller tilltugg. Den består av grillat bröd med vitlök gnuggad på samt olivolja. Bruschetta kan också serveras med andra tillbehör som salt, basilika, tomater och parmesanost.

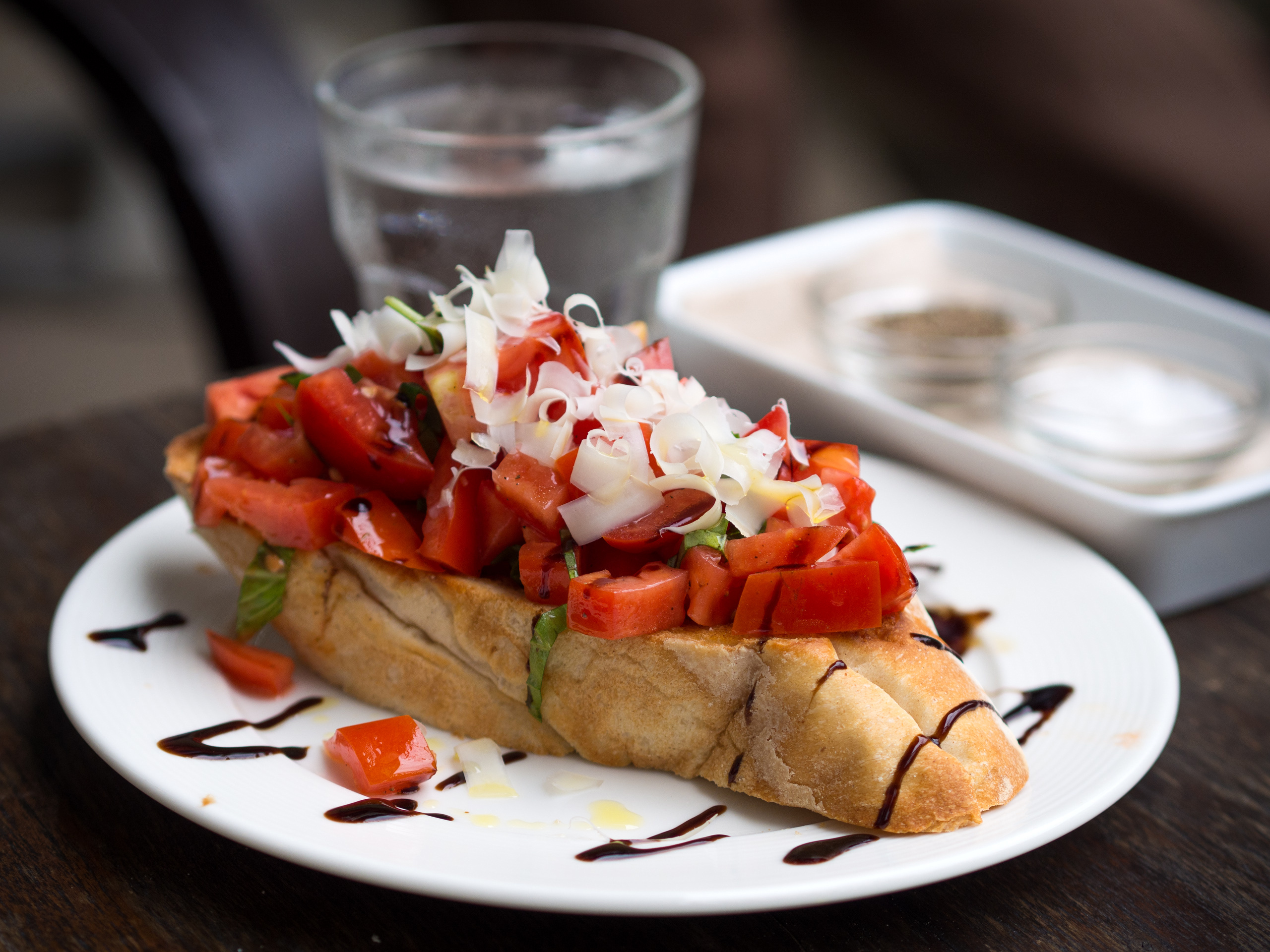
Bruschetta med tomat, basilika, riven Grana Padano och balsamvinäger.

Bruschetta kan serveras såväl varm som kall. Rätten härstammar ursprungligen från Toscana där den från början användes vid skördetiden som ett sätt att provsmaka säsongens olivolja.